# Jean Ancot (1799-1829)
Jean Dominique François Ancot (Brugge, 6 juli 1799 – Boulogne-sur-Mer, 5 juni 1829) was een Zuid-Nederlands violist en pianist, die furore maakte in Frankrijk.

## Levensloop
Jean Ancot jr. kreeg zijn muzikale opleiding van zijn vader Jean Ancot (sr.). Hij trad al op toen hij twaalf jaar oud was in een plaatselijk theater, waarbij hij zowel een vioolconcert als een pianoconcert speelde. Ook schreef hij muziek voor die twee instrumenten, waarvan hij een vioolconcert opdroeg aan Rudolphe Kreutzer. 
In 1817 werd hij toegelaten tot het Conservatorium van Parijs, voor zowel viool als compositieleer en kreeg er les van onder meer Henri Montan Berton en Louis-Barthélémy Pradher. In 1823 vertrok hij naar Engeland; hij werd er directeur en professor aan een muzikale onderwijsinstelling, maar werd ook pianist van de gravin van Kent. Hij reisde vervolgens heen en weer naar wat nu België is. Hij overleed in Boulogne-sur-Mer. François-Joseph Fétis kwam in zijn biografie tot ongeveer 20 werken.

## Voetnoten
1. ↑  18 messidor an 7
2. ↑  François-Joseph Fétis: Biographie universelle des musiciens uit 1866 (blz. 95)

- Gemeinsame Normdatei: 1138300845
- Istituto Centrale per il Catalogo Unico: MUSV001619
- Virtual International Authority File: 7408150325548310090000
- WorldCat: E39PBJfmqdMhKYdjTbyFq79FKd